# Каншины
Каншины — русский дворянский род.
Восходит к XVII веку. В 1706 за уклонение от службы записаны в однодворцы. Семён Каншин был (1816—1818) городским головой в Козлове. Род Каншиных внесён в I и II части родословных книг Санкт-Петербургской и Рязанской губерний.

## Описание герба
В.у. 27 июня 1841 г. герб Каншина Василия, коллежского регистратора:
Середина щита горизонтально поделена красным поясом, на нём горизонтально хлебный золотой колос. Верх поделен вертикально: в первой части в золотом поле красная шестиугольная звезда, во второй в серебряном поле маленький красный равноконечный крест, под ним пламя. Внизу в голубом поле голова и передние ноги белой лошади вправо.
На щите дворянский коронованный шлем. Нашлемник: три страусовых пера. Намёт на щите голубой, подложен серебром и золотом.

## Известные представители
- Каншин, Василий Семёнович (1796—1868), откупщик в Санкт-Петербурге, затем рязанский помещик и владелец золотых приисков на Амуре, сделавший огромное состояние.
- Каншин, Дмитрий Васильевич (1828 или 1829—1904), его старший сын, один из основателей Русского музыкального общества, корреспондент А. И. Герцена и классик русской диетологии.
- Иван Анатольевич Каншин (1866—1937), сын Анатолия Васильевича Каншина — общественный деятель и политик, член Государственной думы от Калужской губернии.